# Svenska politiska organisationer för sexuella minoriteter
Svenska politiska organisationer för sexuella minoriteter är organisationer i Sverige som i första hand har en politisk inriktning (partipolitisk eller allmänt ideologisk), till skillnad från organisationer som i första hand driver HBTQ‑frågor utan knytning till ett parti eller en politisk åsiktsriktning. Politiska organisationer för sexuella minoriteter som anknyter till ett visst parti eller en viss allmänpolitisk ideologi har funnits sedan 1970‑talet. Organisationer som har sexualpolitisk verksamhet utan att ta ställning för ett visst parti eller allmänpolitisk ideologi fanns tidigare, som RFSL sedan 1950.

## Historia
Sveriges första politiska homoorganisation var Homosexuella socialister som bildades i januari 1974 och hade medlemmar från flera partier till vänster om socialdemokraterna, inte bara dåvarande Vänsterpartiet kommunisterna. En tidig (enligt några källor den äldsta)  partipolitisk organisation för sexuella minoriteter var gaymoderaterna. Organisationen grundades 1979 (enligt andra uppgifter 1981), och var inte bunden till moderata samlingspartiet.
Moderater var också tidiga med att vidga arbetet till hela HBTQ‑samhället. Efter att Gaymoderaterna varit vilande under slutet av 1990‑talet nystartade moderater organisationen Öppna Moderater 2001; namnbytet syftar på vidgningen till alla HBTQ‑frågor.
Under 2000‑talet ökade antalet organisationer med partipolitisk inriktning. Bland annat bildades Gaygröna av miljöpartister 2002 (senare Queergröna och sedan 2013 efterföljt av Grönt HBTQ‑nätverk). Nästa steg var att organisationer formellt blev organisationer inom partier (med motionsrätt och dylikt). Som första HBTQ‑organisation blev HBT-socialdemokrater 2015 en sidoorganisation inom ett parti. Senare under 2015 blev även Öppna Moderater en del av sitt moderparti.
Eftersom moderaterna hade ett avbrott i sin verksamhet är HBT:s Stockholm (nu inom HBT‑socialdemokrater) den äldsta kontinuerliga partipolitiska organisationen inom HBTQ‑samhället.
Företrädare för alla riksdagspartier utom Sverigedemokraterna[källa behövs] har nu närstående HBT/HBTQ‑organisationer. Ett kristdemokratiskt nätverk bildades 2016, som förening i fullt samarbete med partiet 2019. Inom Kristdemokraterna fanns under lång tid intern debatt om frågan.

## Organisationer (i urval)
- Centerpartiets HBT-nätverk (tidigare C-Gay) (Centerpartiet)
- Grönt HBTQ-nätverk (Miljöpartiet de Gröna)
- Regnbågsliberaler (Liberalerna)
- HBTQ+Socialdemokrater (Socialdemokraterna)
- HBT-socialisterna (Rättvisepartiet Socialisterna)
- HBTQ-vänstern (Vänsterpartiet)
- Öppna Kristdemokrater (Kristdemokraterna)
- Öppna Moderater (Moderata Samlingspartiet)

### Partipolitiskt obundna organisationer
- Homosexuella socialister